# Titan 3B

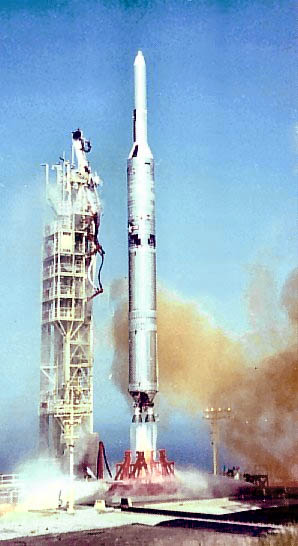
Titan 23B

Titan 3B – seria trzystopniowych rakiet nośnych firmy Martin (dziś Lockheed Martin). Wykorzystywane były głównie do wynoszenia satelitów szpiegowskich KH-8 Gambit 3. Bazowały one na pocisku LGM-25C Titan II i rakiecie Titan 3A, wyróżniały się stopniem górnym Agena D.

## Warianty rakiety Titan 3B

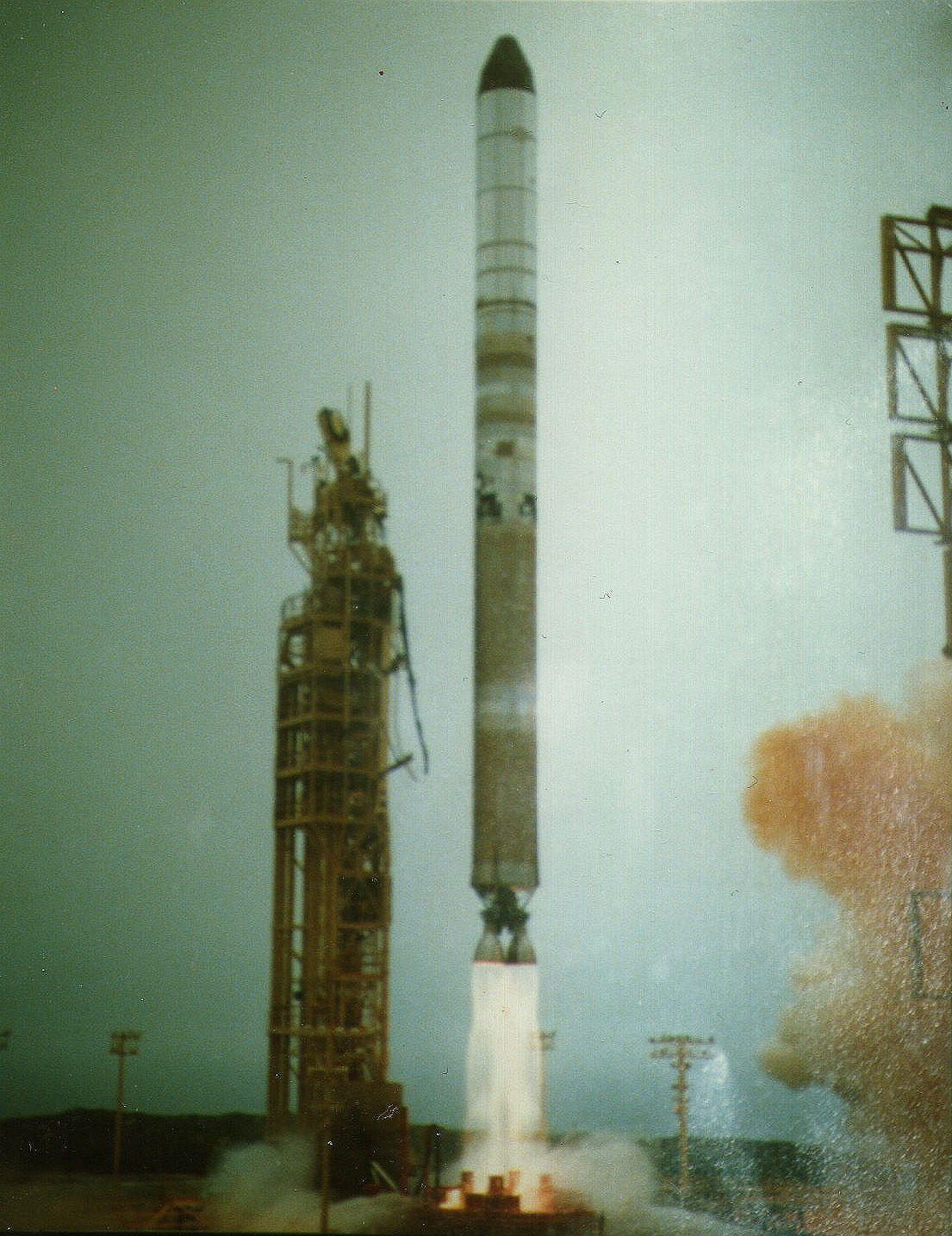
Titan 34B

Seria rakiet Titan 3B składała się aż z pięciu wariantów:

### Titan 3B
Najstarszy wariant, startował 22 razy w latach 1966–1969.

### Titan 23B
Nieco zmodyfikowany wariant, startował 9 razy w latach 1969–1971.

### Titan 24B
Od rakiety Titan 23B wyróżniał się jedynie zmienionym stopniem głównym, zapożyczonym od rakiety Titan 3M. Startował 23 razy w latach 1971–1984.

### Titan 33B
Podobny do wariantu bazowego, posiadał większą osłonę ładunku, osłaniającą nawet stopień Agena. Startował 3 razy w latach 1971–1973.

### Titan 34B
Kombinacja rakiet Titan 24B i Titan 33B. Startował 11 razy w latach 1975–1987.